# Rinard (Iowa)
Rinard – miasto w Stanach Zjednoczonych, w stanie Iowa, w hrabstwie Calhoun. W 2000 liczyło 72 mieszkańców.